# Бард, Аллен
Аллен Бард (англ. Allen J. Bard; род. 18 декабря 1933, Нью-Йорк — 11 февраля 2024, Остин) — американский учёный-химик, специалист в области физической химии и электрохимии. Член Национальной АН США (1982) и Американского философского общества (1999), сотрудник Техасского университета. Удостоен Национальной научной медали (2011).
В 1956 году получил степень магистра и в 1958 году получил степень доктора философии в Гарвардском университете. С 1958 года работает в Техасском университете в Остине. С 1982 по 2001 год главред Journal of the American Chemical Society. Член Американской академии искусств и наук, фелло Американского химического общества (2009, в числе первых удостоенных).
В 2011 году 11-й наиболее цитируемый из ныне живущих химиков (индекс Хирша = 118).
13-й наиболее цитируемый химик за период с 1981 по 1997 год.
Автор фундаментального учебника по электрохимии «Electrochemical Methods — Fundamentals and Applications» (в соавт. с Larry R. Faulkner).

## Награды и отличия
- Bruno Breyer Memorial Award, Royal Australian Chemical Institute[англ.] (1984)
- New York Academy of Sciences Award in Mathematics and Physical Sciences (1986)
- Премия Уилларда Гиббса Чикагской секции Американского химического общества (1987)
- Премия столетия, Королевское химическое общество (1987)
- Electrochemical Society Olin Palladium Medal (1987)
- Analytical Chemistry Award in Electrochemistry Американского химического общества (1988)
- Luigi Galvani Medal Итальянского химического общества (1992)
- Лекции 3M, канадский Университет Западного Онтарио (1994)
- Премия НАН США по химическим наукам[англ.] (1998)
- Медаль Пристли (2002), высшее отличие Американского химического общества
- Welch Award in Chemistry[англ.] одноименного фонда (2004)
- Премия Вольфа по химии (2008)
- Национальная научная медаль (2011)
- Премия Энрико Ферми (2013)
- Международная премия короля Фейсала (2019)